# Yasushi Yoneki
Yasushi Yoneki (jap. 米木 康志, Yoneki Yasushi; * um 1950) ist ein japanischer Jazzmusiker (Kontrabass).
Yasushi Yoneki arbeitete ab den 1970er-Jahren in der japanischen Jazzszene; erste Aufnahmen entstanden 1979, als er in einer Band um den Pianisten Kazuhide Motooka die Sängerin Chiko Honda begleitete. Er spielte dann ab den 1980er-Jahren mit Makoto Terashita, an dessen Aufnahmen mit Harold Land er beteiligt war (Topology, 1984), außerdem mit Fumio Itabashi, Masahiro Sayama, Steve Grossman (Katonah, 1986), Yosuke Yamashita (Jazz Daimyo, 1986), Shoji Aketagawa/Kazunori Takeda (I Didn't Know About You – The Memory of Kazunori Takeda, 1990), Todd Garfinkle (The Immigrant's Dilemma, 1991), Shun Kakai und mit Shuichi Murakami.
Ab den 2000er-Jahren war er Mitglied im Manabu Ohishi Trio (mit Dairiki Hara), zu hören auf den Alben Half Step (2004), Nebula (2005), Voyager (2007) und Just Trio (2010, mit Ryo Noritake). Ferner wirkte er noch bei Aufnahmen des Marty Krystall Spatial Quartet (Seeing Unknown Colors, 2000, mit Hugh Schick, Takumi Iino) mit. Der Diskograf Tom Lord listet seine Beteiligung im Bereich des Jazz zwischen 1979 und 2014 bei 14 Aufnahmesessions.